# Ramón Castro Castro
Ramón Castro Castro (Teocuitatlán de Corona, Jalisco, México, 27 de enero de 1956) es un obispo mexicano de la Iglesia católica. En la actualidad es el XII obispo de la Diócesis de Cuernavaca y Presidente de la Conferencia del Episcopado Mexicano para el trienio 2024-2027.

## Biografía

### Sacerdote
Recibió la consagración sacerdotal el 13 de mayo de 1982 de manos de Juan Jesús Posadas Ocampo en la Diócesis de Tijuana (hoy Arquidiócesis de Tijuana). Ingresó en el servicio diplomático de la Santa Sede en 1989.
Sus estudios de filosofía y teología los realizó en el seminario de Tijuana de 1973 a 1981. Y ya siendo sacerdote, tomó cursos diplomáticos en la Academia Pontificia Eclesiástica y una licenciatura en derecho canónico en la Pontificia Universidad Gregoriana, ambas en Roma, Italia. Cuenta con un doctorado en Teología espiritual, otorgado por la Facultad de Espiritualidad Teresianum, también en Roma, Italia.
Dentro del servicio diplomático de la Santa Sede, estuvo en las Nunciaturas de Zambia y Malawi de 1989 a 1992, en Angola de 1992 a 1994, en Ucrania de 1994 a 1996, en Venezuela de 1996 a 1999 y en Paraguay de 1999 a 2001. Fue director del Óbolo de San Pedro en 2001, dentro de la Ciudad del Vaticano.

### Obispo
El papa Juan Pablo II lo nombró obispo auxiliar de Yucatán el 2 de abril de 2004, siendo titular de la diócesis de Suelli hasta 2006, recibiendo la consagración episcopal de parte del entonces arzobispo Emilio Carlos Berlie Belaunzarán.
El 8 de abril de 2006 fue nombrado obispo de Campeche por Benedicto XVI y ya el 15 de mayo de 2013 el papa Francisco lo envía a ser obispo de Cuernavaca.
Durante una homilía pronunciada en la catedral de Cuernavaca en 2020, el obispo se refirió a la pandemia de COVID-19 como «un grito de Dios a la humanidad ante el desorden social, el aborto, la violencia, la corrupción, la eutanasia y la homosexualidad», lo que generó la repulsa del colectivo LGBT en México y una gran repercusión mediática.
Dentro de la Conferencia del Episcopado Mexicano, fue el Secretario General para el trienio 2021-2024, elegido en la CXI Asamblea Plenaria, el 9 de noviembre de 2021. El 12 de noviembre de 2024, fue elegido Presidente de la misma para el trienio 2024-2027.